# Mindset (Metal-Band)
Mindset war eine US-amerikanische Alternative- und Nu-Metal-Band aus Virginia Beach, Virginia, die 1994 gegründet wurde und sich im Jahr 2000 auflöste.

## Geschichte
Die Band wurde Ende 1994 gegründet, nachdem der Gitarrist Don Campbell (geboren: 25. Juli 1963) seine vorherige Band verlassen hatte. Als Bassist kam John O’Neil (geboren: 29. Mai 1964), mit dem er schon seit Jahren befreundet war, hinzu. Ergänzt wurde die Besetzung durch den Schlagzeuger Kenny Windley (geboren: 30. Mai 1976) und den Sänger Roddy Lane (geboren: 3. August 1967). Anfang 1995 hielt die Band ihren ersten Auftritt ab und fungierte dabei als Vorgruppe für Souls at Zero und freundete sich dabei mit deren Frontmann Brad Divens an. Innerhalb von vier Wochen schrieb die Band ihre erste EP, die unter der Leitung von Stacy Heydon aufgenommen wurde. Durch diese aus vier Liedern bestehende EP war es der Band möglich, 1995 auf dem Ticketmaster Music Showcase in Virginia Beach aufzutreten, wodurch mehrere Labels auf Mindset aufmerksam wurden. Die Band unterzeichnete im Sommer 1996 einen Plattenvertrag bei Noise International Records, woraufhin innerhalb von 15 Tagen das selbstbetitelte Debütalbum aufgenommen wurde. Die Aufnahmen fanden in den Oz Studios in Baltimore statt. Das von Drew Mazurek und Brad Divens produzierte Album erschien Anfang 1997. Daraufhin ging Mindset auf Tournee durch Europa sowie zwischen Juni und November auf US-Tour. Als Single wurde If the Devil Wore Adidas ausgekoppelt, die auch im Radio gespielt wurde. Bereits im selben Jahr schrieb die Band an neuen Liedern, wobei Campbell Anfang 1998 durch Johnny Smallwood ersetzt wurde. Gründe für Campbells Ausscheiden waren private Probleme und sein Sohn, mit dem er mehr Zeit verbringen wollte. Das zweite Album A Bullet of Cinderella wurde Anfang Februar 1999 veröffentlicht. Die Aufnahmen hierzu hatten innerhalb von knapp zwei Wochen im August 1998 in den Oz Studios stattgefunden. Als Produzenten waren erneut Divens und Mazurek tätig gewesen. In dem Lied Die, Ricki Die ist Matt Holt von Nothingface als Gastsänger vertreten. Zur Veröffentlichung ging es auf Tour durch Nordamerika und Europa. Nach der Veröffentlichung des Albums trennte sich die Gruppe von Noise International Records, woraufhin es im Jahr 2000 zur Auflösung kam. Zum 20-jährigen Bestehen der Gruppe fand sich die Band für einen Auftritt am 13. Juni 2015 in Norfolk mit Deist Requiem und Remnants of Honor als weitere auftretende Gruppe wieder zusammen. Als Gitarristen waren dabei sowohl Campbell als auch Smallwood tätig. In ihrer Karriere trat die Band unter anderem auch zusammen mit Stuck Mojo und Machine Head auf.

## Stil
Laut Allmusic wurde die Band von verschiedenen Gruppen beeinflusst, die von Tool über Soundgarden zu Deep Purple reichen würden. Dabei komme ein harter, melodischer Sound heraus, der sich mit einem leidenschaftlichen Gesang vermische. Die Musik der Debüt-EP sei basslastig und durch Hardcore Punk beeinflusst, sodass man sie in die Kategorie Extreme Metal einordnen könne. Das Debütalbum beinhalte eine Mischung aus aggressivem Hardcore Punk und durch Industrial beeinflussten Heavy Metal. Die Texte seien durch persönliche Erfahrungen inspiriert worden und würden Themen wie Beziehungen und soziale sowie ironische und sarkastische Themen behandeln. Die Musik sei besonders mit der von Korn vergleichbar. Christian Graf befand in seinem Nu Metal und Crossover Lexikon, dass die Band mit ihren schweren, funkigen Grooves Ähnlichkeiten zu Korn, Rage Against the Machine und Tool aufweist. Vor allem anfangs sei die Band stark durch Deep Purple beeinflusst worden. Joel McIver schrieb in The Next Generation of Rock & Punk Nu-Metal, dass die Band anfänglich vor allem mit Tool und Korn verglichen wurde. Letztere Gruppe hätte vor allem die funkigen Grooves und die tiefergestimmten Riffs mit Mindset gemeinsam. Die späteren Werke würden sich eher auf Deep Purple beziehen. Martin Popoff zog in The Collector's Guide of Heavy Metal Volume 3: The Nineties in seiner Rezension zum Debütalbum ebenfalls einen Vergleich zu Korn, während man Rhythmen einsetze, die verlangsamt, hypnotisch und dem Hardcore Punk entnommen klängen. Zudem komme abwechslungsreicher Gesang zum Einsatz. Die Musik könne man dem Alternative Metal zuordnen. Popoff fühlte sich an Bands wie Helmet, Nothingface und I’M’L erinnert. A Bullet for Cinderella biete nicht mehr die gewohnte Mischung aus Korn, Funk und Rage Against the Machine, sondern rufe eher Erinnerungen an Soundgarden wach. Er fühlte sich außerdem vor allem an das 1997er Debütalbum der Band Handsome vermischt mit Tool-Elementen erinnert und ordnete die Veröffentlichung insgesamt dem Alternative Metal zu.
Matthias Weckmann vom Metal Hammer schrieb, dass das Debütalbum von Mindset „dem Crossover einen Tritt in den Allerwertesten gibt“, wobei kaum ein Lied länger als drei Minuten sei. Er empfahl das Album vor allem Fans von Soundgarden. Im Interview mit ihm gab Roddy Lane an, dass die Gruppe keine politischen Texte schreibt, vielmehr befasse man sich mit alltäglichen Problemen, wie etwa Beziehungen zu Frauen. If the Devil Wore Adidas behandele die „Trendgeilheit der Amerikaner“. Laut Weckmann zählen Soundgarden, Tool und Korn zu den Haupteinflüssen. Lane gab an, Fan von Sängern wie Paul Rodgers und Robert Plant zu sein. Drei Ausgaben später bezeichnete Weckmann die Musik als „grandiose Mischung aus harten Crossover-Klängen und Melodiösitat“. Für eine Crossover-Band könne die Band außerdem einen außergewöhnlich guten Gesang aufweisen. wolf Kohl, ebenfalls beim Metal Hammer tätig, meinte, dass sich bei A Bullet for Cinderella im Vergleich zum Debütalbum nicht viel geändert hat. Zu hören seien Riffs im Stil von Soundgarden, vermischt mit klangvollen Melodiebögen wie in den 1970er-Jahren. Hinzu komme der Gesang Lanes, der hart, aggressiv, aber wesentlich melodischer als auf dem Debütalbum sei. Dadurch werde er zu Recht oft mit Jim Morrison verglichen. Im Interview mit ihm gab Johnny Smallwood an, dass man für das Album Soundgarden, Incubus und King’s X als musikalische Vorbilder gehabt hat. Lane war eine Nähe zu Tool und Soundgarden besonders wichtig. John O’Neil meinte, dass die Band einen Vergleich mit Korn jedoch ablehnt. Beide Bands würden zwar heruntergestimmte Saiteninstrumente verwenden, jedoch komme dieser Einfluss von King’s X und man habe Korn gar nicht gekannt. Beim Schreiben von A Bullet for Cinderella habe die Band besonders darauf geachtet, einen erneuten Korn-Vergleich nicht wieder aufkommen zu lassen. Im folgenden Monatsheft merkte Weckmann an, dass das zweite Album weitaus rockiger sei als das Debüt. Während es auf dem ersten Album noch „Hick-Hack-Riffs und genretypischem Rap-Gesang [gibt], geht es jetzt zwar melodischer, aber auch straighter zu Werke“. Inhaltlich gehe es „auch diesmal viel um die Auswirkungen weiblicher Präsenz auf die männliche Psyche“. In seiner Rezension zum Debütalbum schrieb Weckmann, dass die Band hierauf den Crossover nicht neu erfindet. Vielmehr nehme man bereits Bekanntes von Rage Against the Machine und Korn und füge Melodiebögen im Stil der 1970er Jahre hinzu. Auch verarbeite man Grunge-Einflüsse im Stil von Soundgarden. Lane vermöge es, ähnlich wie Jim Morrison, seine Emotionen nicht durch „wütendes Gebrülle“, sondern durch gefühlvollen Gesang auszudrücken. Klangtechnisch erinnere man an das Korn-Album Life Is Peachy, da es sehr druckvoll und basslastig sei. Die meisten Songs würden von Beziehungen oder falschen Freunden handeln. In einer späteren Ausgabe rezensierte Claudia Nitsche A Bullet for Cinderella. Bei dem Album „denkt man an Grunge, dann hört man Fear Factory, verspielte Popelemente [und] brachiale Metal-Ausraster“, sodass man es nicht mehr dem Crossover zuordnen könne.
Laut Wolf-Rüdiger Mühlmann vom Rock Hard ist die Band eine Mischung aus „der intelligenten Kopfzauberei der Maulfaul-Arroganzler Tool und der verbiestert-süßen Bauchmusik Korns“. Dabei könne die Gruppe auch „mit metallischen Traditionals und in puncto Melodik sogar mit Freejazz“ aufwarten. Im Interview mit dem Magazin gab Campbell an, dass die Band versucht, zum eigenständigen Denken und zu mehr Individualität anzuregen. In einer späteren Ausgabe schrieb das Magazin, dass es nun mit den aufgelösten Soundgarden, Alice in Chains, die mit einer Veröffentlichung auf sich warten lassen würden, und dem schwächelnden Doppel aus Galactic Cowboys und King’s X es für Mindwars an der Zeit sei, die härtere Alternative-Metal-Szene zu retten. Im Interview meinte Lane, dass von A Bullet for Cinderella das Lied Giftwrap einem ehemaligen Mitarbeiter von Noise International Records gewidmet ist, der die Band schlecht behandelt habe, während Die, Ricki Die von der Talkshow von Ricki Lake handele. Mother Loves You thematisiere auf sarkastische Weise die Mutter seiner Freundin und W.B.P.M. sei „ein ironischer Seitenhieb auf das Machotum“. Musikalisch sei das Album vor allem durch den neuen Gitarristen Johnny Smallwood beeinflusst worden. Hanno Kress, Rezensentin beim Rock Hard, fand, dass die Musik des Debütalbums „[g]rooviger Grunge mit interessantem Gesang“ sei. Die Band würde sich jedoch oft wiederholen, sodass das Schema aus „[g]equält stöhnen, raunzen, Uptempo-Uffta, röhrende[m] Gesang, Break, Slow, Midtempo usw.“ bestehe. In der Vergangenheit hätte man die Lieder dem Emocore zugeordnet. In einer späteren Heftnummer rezensierte Marcus Schleutermann das zweite Album. und meinte, dass vor allem Smallwood durch seine sowohl mit seinen „monströsen Riffs als auch mit variantenreichen Licks“ seinen Stil einarbeitet und somit eine Vergleichsberechtigung zu Galactic Cowboys und King’s X nun fast komplett verschwinde. Durch eine „düster-schwere Atmosphäre“ würden sich Parallelen zu Alice in Chains auftun. Auch sei das Album mit „flotten Jump-Grooves“ versehen, während der Gesang abwechslungsreich sei und „von ausdrucksstarkem Gesang über kraftvolles Shouten bis hin zu soulfullem Croonen“ reiche. Das Titellied sei „durch Schundromane aus den 40er und 50er Jahren inspiriert“ worden.

## Diskografie
- 1997: 2 Song Sampler (Split mit Flambookey, F.A.D. Records)
- 1997: Mindset (Album, Noise International Records)
- 1999: A Bullet for Cinderella (Album, Sacrifice Records)
- 2010: Unearthed (Kompilation, Sacrifice Records)